# 圍棋變體
围棋简单的规则有许多种变体。这些变体当中，有些古已有之，更多的是现代的发明。它们经常成为锦标赛的附属赛事，例如每年的美国围棋大会会举行一项“疯狂围棋”(Crazy Go)赛，其中包括多种围棋变体。
何谓主流围棋规则其实不太能给出明确定义，主流棋规有多种，互相之间在诸如计数方法、打劫、自提、让子摆法、以及是否收单官等方面有微妙的差异。不过，这些差异并没有大到让对弈的风格和策略变得不能维持，因而一般不被认为是围棋变体。关于围棋的各主流棋规的异同，参见“围棋规则比较”条目。
在以下的某些例子中，规则差异对行棋的影响看上去不大，然而策略上却有实质性的不同。

## 国家级变体

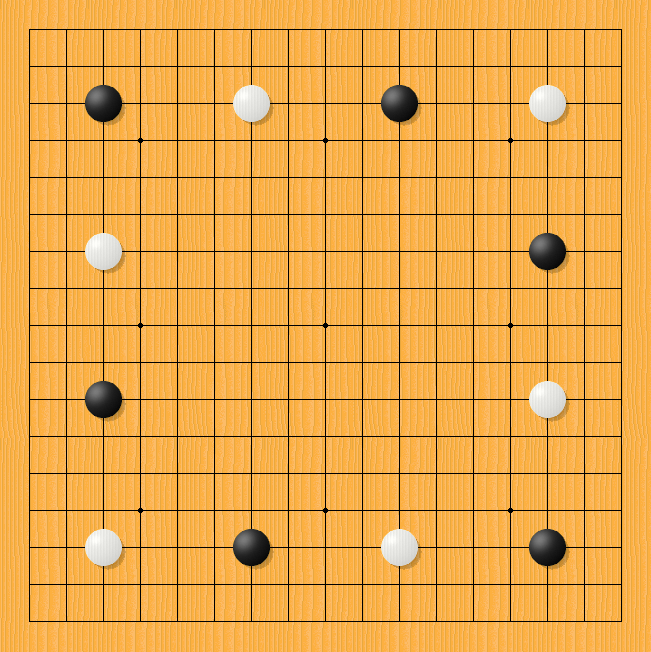
西藏围棋开局局面

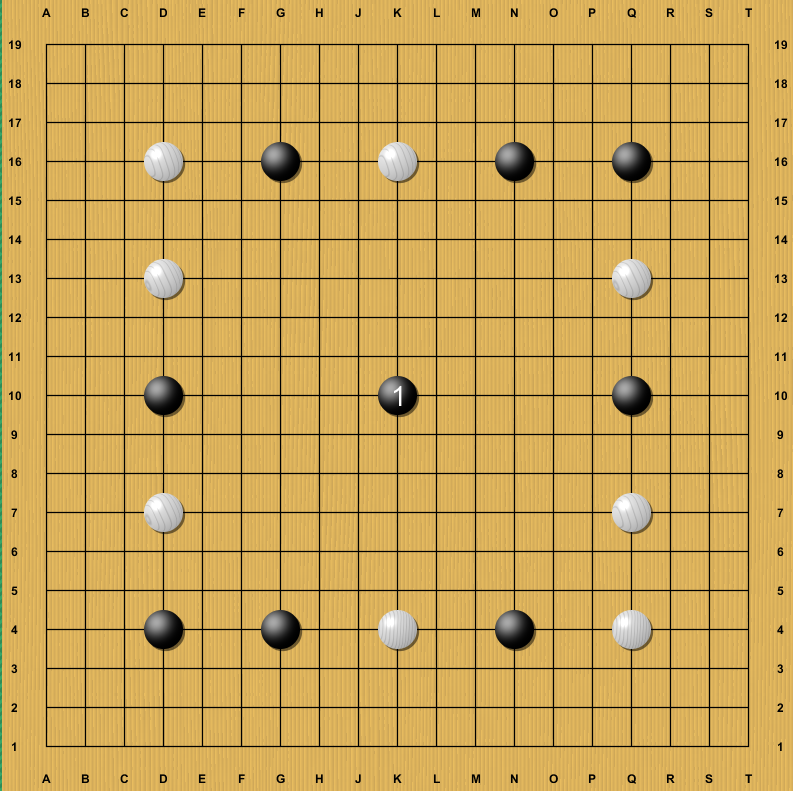
巡将围棋开局局面

### 藏棋
西藏围棋使用17路棋盘，开局摆放12颗座子，黑白各6颗。白棋先行。被提起的棋子先前覆盖的交叉点不能立即着子（即不存在打二還一），单这一条便足以使其变成一种迥然不同的围棋。最后，如果一方能够占领或围住全部四个角点(即一·1点)，那么就多得40点；若除此还占领或围住天元，则再得10点。

### 巡将围棋
巡将围棋是围棋在朝鲜半岛演化出的变种。至迟从7世纪开始就有。其最显著的特点是开局时要摆放16颗座子（8黑8白），黑方先行且第一手必须下天元（如图）。
对局结束后，己方领地内与边界划定无关的棋子会被移出，然后计目决胜。

### 子彩棋
中国民间赌棋一般是论子行彩。日本、韩国也类似。子彩棋在日本称为“目碁”，在韩国称为“방내기”(Bangneki)。在Bangneki中，对局者押注于点目结果，每多差10目(10目为一Bang)，就要多付一定数量的赌金.

### 迷你围棋
迷你围棋(朝鲜语: 바투（바鬥）; 英语: batoo)是当代韩国的一个围棋变种。名称来自朝鲜语“바둑”(围棋;baduk)与“전투”(战斗;juntoo)的组合。这种围棋完全在信息空间中对局，并与标准围棋在若干方面有所不同，其中最显著的是，棋盘某些区域中的交叉点具有不同的价值；另一个主要区别是，对局双方在开局前就各放三手棋，外加一枚“隐藏子”，隐藏子在局面上的功能与普通棋子一样，然而对手却看不到这枚棋子。迷你围棋曾于2011年前后在韩国年轻人当中风靡一时。

## 使用另类行棋规则的变种

### 吃子棋
先吃棋(First Capture): 先吃到第一颗子便获胜。由日本安田泰敏九段发明，在他的书《Go As Communication》(书名直译: 棋者手谈也)中发表。安田的灵感来自需要找到一个媒介来呼吁重视日本的欺凌问题，但很快发现“先吃棋”对于老年人，以及甚至发育障碍者也都是一种有助益的活动。安田认为这种棋有其独立价值，不仅仅是围棋的前驱，而且可以作为引入其它导向围棋的简单概念的途径。关于后一个目标，安田推荐将先吃棋演进为“贪吃棋”(Most Capture)，也就是吃子多的一方获胜。此变种在西方常称作“Atari Go”（吃子棋），作为一种将初学者引导至围棋的预备手段而变得越来越流行，因为接下来很自然就可以导入“所俘之地”的概念，而不仅限于“所俘之子”。

### 见合围棋
见合围棋(Miai-Go): 轮到走棋的一方需在棋盘上摆两颗子，由其对手决定去掉其中一颗子。

### 坚忍围棋
坚忍围棋(Stoical Go)由抽象游戏设计者Luis Bolaños Mures发明，不用标准的打劫规则，而是规定如果上一着对手提了子，那么就禁止这一着提子。其它规则同围棋。禁止颗子及块子自杀。计数采用数子法。
所有已知的互不相让的循环棋在坚忍围棋中都不会发生。规则本身就保证了互不相让的循环即便不是不可能，相比没有采用超级劫规则的普通围棋来说也是罕见到可以完全忽略不计的。
劫争的风格与普通围棋中类似，所不同者，凡是提子及迫使提子的着法皆不能作为劫材。虽说在此变种的基本规则下，倒扑变得不可能（回提之前需要找劫材），但可以制订例外条款特别允许倒扑，而仍排除其它循环棋的可能。

### 數學卡片棋
数学卡片棋，亦称数字卡片棋(英语: Environmental Go 或 Coupon Go)，由Elwyn Berlekamp发明，通过迫使对局者作出定量决策而给这种棋戏加入了数学精确的元素。轮到走棋的一方可以在棋盘上落子，也可拿取一叠卡片的最上面一张。开局时这叠卡片共40张，从下到上依次标有从½到20、相邻两张间隔½的数值。终局后，对局者的得分是其目数与其已拿取的卡片上的数值之和。从效果上来说，对局者是在参与对整盘棋各阶段先手价值的逆向拍卖。江铸久与芮迺伟曾于1998年4月下了第一局数学卡片棋；之后此变种很少见于国际舞台。

### 卡片围棋
卡片围棋(Cards Go): 对局者轮流从一叠卡片中抽取一张，按上面的指令行棋。卡片上大多印有某种常见棋形，若抽到就在棋盘上摆出该棋形。若无法摆出，就算输。

### 多方围棋

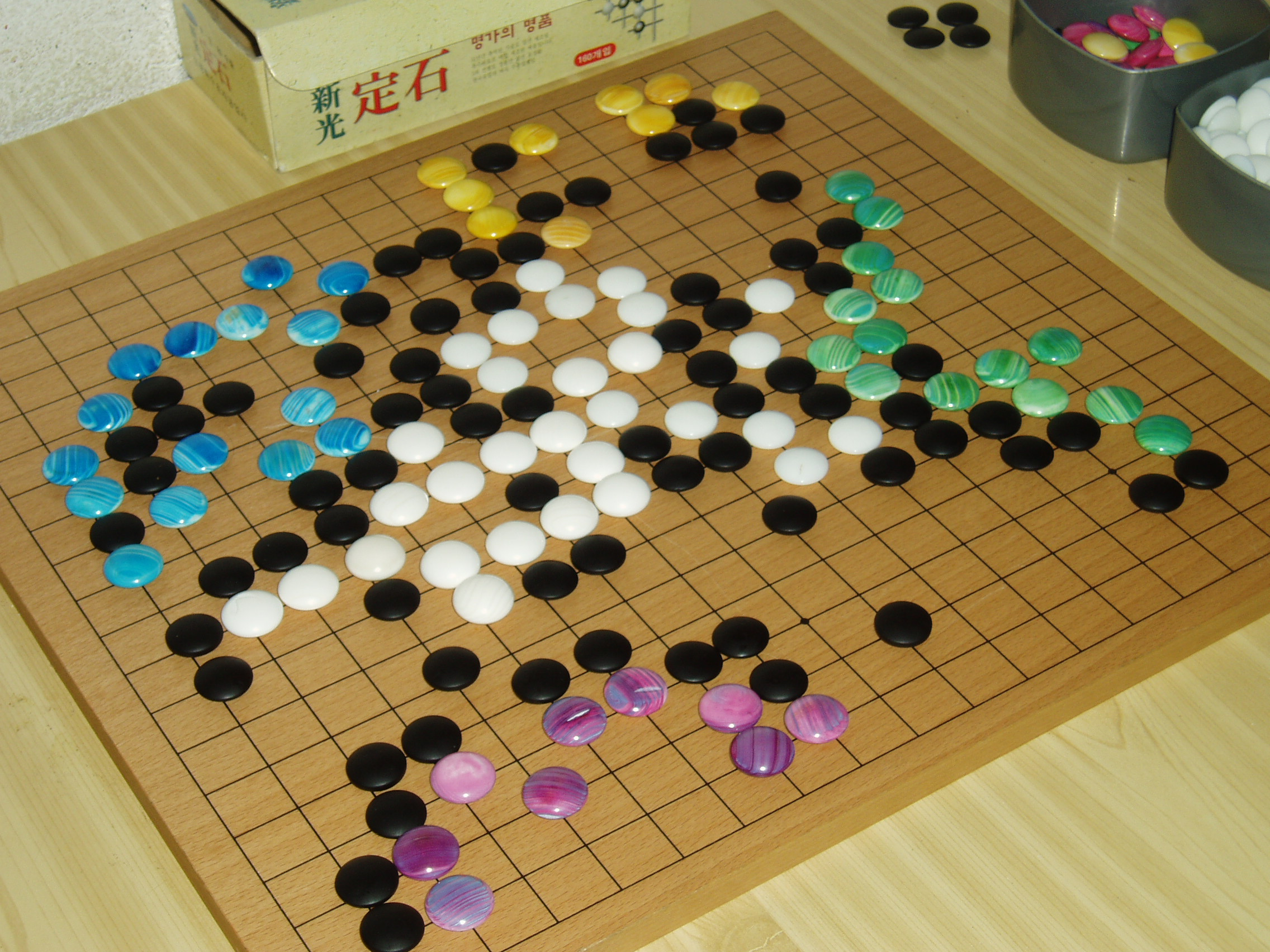
使用多色棋子的围棋

多方围棋(Multi-player Go)使用多种颜色的棋子，有三方或更多方玩家。游戏规则需要适当调整以平衡权利，因为先下的（特别是在方形棋盘上，下开局前四手的）人会有显著优势。
有若干可选规则让玩家之间可以互相合作，例如，将被提之子在参与合围的几方之间作分配，或者是玩家之间可以结盟，目数加总计算。还有一个称为“并行多方围棋”(parallel multiplayer go)的变种，玩家同时宣布着法，若两个玩家的着法重叠，则算他们弃着。

### 纸笔棋
纸笔棋(Paper and Pencil Go)是一种可以仅用纸笔来玩的围棋变体。与标准围棋不同，纸笔棋规则保证对局可以在有限步内终局，不需要打劫规则，甚至不需要擦除棋子。纸笔棋与标准围棋的区别如下：
- 无气的棋子不提掉，而只是被标记。被带标记的棋子所占据的交叉点视作围吃方的围空，但之后双方均不得再落子于该点。这意味着任何与被标记棋子相连的棋块都是无条件的活棋。
- 允许自杀，就是说可以落子让己方的一颗或多颗棋子被标记。
- 计数采用数子法。

(通常的围棋也可以用纸笔来对局。用不同颜色的圆圈表示双方棋子，被提的棋子用直线划掉。如果之后再落子于该点，就在圈内画一个小一些的圈。)

### 骨牌棋
骨牌棋(Omino Go)，又名四格骨牌棋(Tetromino Go)，由 R. Wayne Schmittberger 设计。对局者一步可下最多4颗子，但所下棋子必须是连在一起的（若不计反射与旋转，则相连的四子有五种形状，三子有两种形状，而两子有一种形状）。不使用贴目；黑方的第一步落子不得超过2颗。终局计数采用数子法：每个被占与被围之点均价值1点；俘子不计数。发明者建议使用15×15路方格棋盘，棋子为方形，下在方格之中。

### 不围棋
不围棋(NoGo): 被迫先提子或自提的一方算输。对局者会构建只有己方可以落子的围空，迫使对方下禁手，以此获胜。

### 通吃棋
通吃棋(KillAll Go)的玩法是黑方被让很多子，但必须把白棋杀得一块不活才算赢。

### 量子围棋
量子围棋的规则为有趣的量子纠缠现象提供了一种简明图示。对局者交替落下处于“纠缠态”的棋子对，意思是这对棋子在未来某一时刻会坍缩为一颗棋子。当一颗棋子碰触到处于纠缠态的两颗棋子之一时，量子坍缩便会发生。

### 砌砖棋
砌砖棋(Block Go)是第20届奧林匹亞電腦遊戲程式競賽的一个项目，对局者下的不是棋子而是俄罗斯方块。

## 对局者多于两位但下法不变的比赛方式

### 联棋
联棋(日语: 連碁; 英语: Rengo)的黑白两方各为一队人，参加者须依照固定次序轮流下棋。如果不依次序，一般会被罚点（通常为3个俘子）。同队队员之间不可讨论战术，抑或是使用任何暗号，所有允许的交流仅限于下列问答：
- 咱们认输吗? 可以回答是或不
- 还剩多少时间? 可以告知
- 轮到谁下了?

### 混双联棋
混双联棋(日语: ペア碁; 英语: Pair Go)即黑白两队各由一男一女两名队员组成的联棋。它由日本混双联棋协会（日本ペア碁協会）推广，旨在让妇女更多参与围棋，而他们也希望妇女参与的增多能够带动围棋本身的热度。日本职业混双联棋锦标赛理光杯于1994年创办。国际业余混双联棋锦标赛每年11月在东京举办，自1990年以来从未间断。 1992年在英格兰坎特伯雷举办的欧洲围棋大会上，混双联棋首次引入欧洲。业余混双赛至少自2005年以来就成为美国围棋大会项目，科罗拉多丹佛市亦自2005年开始举办一项业余混双赛。

## 需要记忆局面的变种

### 盲棋
单方（作为让棋）或双方看不到局面。这样，他们就得记忆整个局面。这被认为远比象棋的盲棋难度大。薛用弱《集异记》中，记有王积薪观盲棋一事。当代最著名的盲棋选手是鲍橒业余6段，另外孟泰龄也试下过盲棋并成功下完整局。孟泰龄认为对于职业棋手来说，经过一定的训练并不难学会下盲棋。

### 一色棋
对局双方用同色棋子下棋。因为双方必须记住谁下了哪一颗子，这个变种被认为是训练人的记忆力以及读棋能力的有力工具。为保证游戏不因一方或双方忘掉某棋子的实际颜色而无法进行下去，可以使用辅助软件或请第三方来帮忙追踪判断是谁提起了哪些棋子。
日本围棋史上有丈和梦中遇仙以一色棋指导的传说。

## 不完美信息对弈
这类变种不是纯策略游戏，运气成分很重要。

### 影子围棋
影子围棋(Shadow Go)包括两位对局者，一位裁判，以及三套棋具。对局者只能看到自己的那块棋盘，而裁判可以看到全部三块棋盘。对局者在自己的棋盘上落子，而看不到对手的着法。裁判居中监控整个对局。当一方下出禁手时，会由裁判告知（有的对局中裁判只说这一手是禁止的，而有的则还会告知究竟是因为这一点已被占还是违反打劫规则），然后该方可以另选着法。

### 围战联棋
围战联棋(rengo Kriegspiel)是联棋与影子围棋的复合体。对局者分为两队，每队两人，加一位裁判，共5人，每人一套棋具。对局者按联棋方式依次下棋。每位对局者都只能看到自己那块棋盘，而不知道队友及对手的着法。裁判监控整个对局，若出现禁手就告知该位行棋者，这一手就可以选择重下。裁判并负责从所有相关盘面上提取提子。

## 非标准棋盘
虽然围棋盘多为19路，9路盘与13路盘也常用。比如初学者或希望快点下完一局的玩家。在网络围棋服务器(如KGS)上，参数可以灵活调整，于是这两种小棋盘用得还更多一些；而且从2路盘到38路盘也都有。
每年的Milton Keynes围棋锦标赛有一项流行的附属赛，棋盘用的是Milton Keynes市的线条式地图。其非常规的网格呈现了一些有趣的可能性。
Harald Schwarz发明了一种以圆环形网格为棋盘的围棋。
道棋 （页面存档备份，存于），前稱無邊界圍棋、环面围棋，其垂直、水平的路是首尾相連的，其邏輯即相當於环面上下的围棋。道棋的沒有邊界因此處處是“中腹”，不存在边角，也就不需要边角定式，其特色是“四方用武，八面迎敌”。可以用计算机程序来玩，也可用普通棋盘来下，但需要对局者具备想像力，能够假设棋盘对边是联接到一起的。類似的，還有双边围棋（又名卷盘围棋，圆道围棋，由武汉棋迷陈再勤所提出，類似圓筒）、類似莫比烏斯帶的單邊圍棋。
三角围棋(TriGo)使用三角形组成的网格棋盘，每个棋子最多有六气。为平衡这一点，改变数条规则：劫与超级劫限制在一定范围内；不用贴目，而是在第一手之后，每一手都下两颗棋子。当对局双方都停过一手以后，就要计分（俘子与围空之和），若得分持平，则先停着一方胜出。
三方三角棋(德语: TriPlan或Tri-Plan), 玩家有三方，使用三角形网格棋盘，每个棋子最多有六气。棋子被提分两种情形。如果一方的棋子被对手之一围住，那么就被该对手提取作为俘子。如果一方的棋子被两个对手的棋子合围，那么被围棋子就提起来物归原主，且在该方的下一步要被摆回到盘面上。如果一方中途退出，剩下的两方就要决定谁将以一敌二。如果想单干，就要提出一个在终局时须达到的点数，谁提的点数高谁单干。终局后，所有俘子及盘面上的棋子数加总计算。如果单干的一方达到了其竞叫的点数，就赢了，否则算另两方赢。如果没有中途退出的，则终局时点数多者胜。
其它二维棋盘还可以通过将正方形棋盘的四条边依其它方式粘合来获得，所得曲面分别与球面、克莱因瓶或实射影平面拓扑等价。还可以使用多块棋盘粘合来获得其它各种黎曼曲面。

### 非二维棋盘
Alak是一种限制在一维空间中的类围棋游戏。

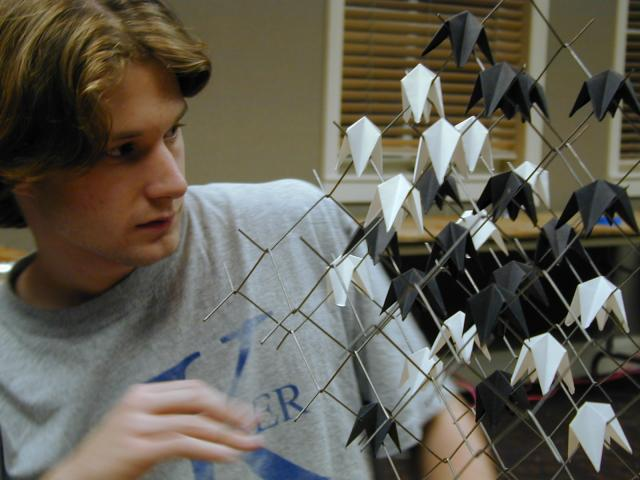
钻石围棋

围棋可以拓展至三维空间。例如钻石围棋(Diamond Go)的棋盘模仿碳金刚石的正四面体晶格结构。许多三维围棋变体因交叉点的四向连接性质被改变而导致玩法的剧烈改变，然而钻石围棋却维持了这种四向连接性。另一个例子是Cameron Browne所构思的弹珠围棋(Margo)，以弹珠为棋子，互相可以堆叠。
一款名为Freed Go的程序可用以在具有一般拓扑的棋盘上下围棋。目前它已配备了11种不同的棋盘，既有三维空间中的形状（包括立方體、球面、圆柱、鑽石結構、环面及莫比乌斯带），也有平面场域，其中的交叉点连接到三个、五个或六个相邻点，并且还可以定制棋盘。